# Концерт для фортепиано с оркестром № 1 (Барток)
Концерт для фортепиано с оркестром № 1, Sz. 83, BB 91 ― произведение Белы Бартока, написанное в период с августа по ноябрь 1926 года. Типичное время исполнения композиции составляет около 25 минут.

## История
Премьера концерта состоялась 1 июля 1927 года на пятом фестивале Международного общества современной музыки во Франкфурте-на-Майне, где Барток был солистом, а Вильгельм Фуртвенглер ― дирижёром оркестра.
Запланированная на 1927 год американская премьера в Карнеги-холле (в исполнении Нью-Йоркского филармонического оркестра) во время турне Бартока была отменена дирижером Виллемом Менгельбергом из-за недостаточного количества репетиций. Концерт пришлось заменить в программе на рапсодию для фортепиано и оркестра (Sz. 27). Премьера концерта в США в конечном итоге состоялась 13 февраля 1928 года: тогда снова солировал Барток, а Фриц Райнер дирижировал Симфоническим оркестром Цинциннати.

## Музыка
Сочинение появилось вскоре после того, как композитор заинтересовался музыкой эпохи барокко, что демонстрируется широким использованием контрапункта. В произведении, однако, присутствуют характерные для Бартока резкость и диссонансы. Фортепиано в концерте используется в качестве ударного инструмента, о чём говорит примечание Бартока:
Ударные (включая литавры) должны располагаться непосредственно рядом с фортепиано (или за фортепиано).
Это примечание отсутствует в ряде недавних изданий.
Сам Барток писал о композиции: «Мой первый концерт […] я считаю его вполне удачным произведением, хотя его стиль до некоторой степени сложен (возможно, даже очень сложен) для оркестра и публики».

## Исполнительский состав
Концерт написан для фортепиано и оркестра, 2 флейт (+ пикколо), 2 гобоев (+ английский рожок), 2 кларнетов (+ бас-кларнет), 2 фаготов, 4 валторн in F, 2 труб in C, 3 тромбонов, литавр, 2 малых барабанов, бас-барабана, тарелок, треугольника, тамтама и струнных.

## Части
Произведение состоит из трёх частей:
1. Allegro moderato – Allegro
2. Andante – attacca
3. Allegro molto